# Michel Tomi
Pour les articles homonymes, voir Tomi.
Michel Tomi, né en 1947, est un homme d'affaires français d’origine corse, avec de nombreuses activités en Afrique francophone, notamment au Gabon et au Mali.
Surnommé « le parrain des parrains » corses, il est au centre de plusieurs affaires judiciaires.

## Biographie
Michel Tomi débute comme croupier à Monaco dans des établissements contrôlés par le crime organisé corse, et se rapproche ensuite des cercles de jeux à Paris et à Nice. L'interdiction de gestion du casino de Bandol dont il fait l'objet l'oblige cependant à changer ses activités, et il se tourne alors vers l'Afrique subsaharienne francophone.

### Famille
Michel Tomi est le frère de Paul-Antoine Tomi, officier de la Direction générale de la Sécurité intérieure (DGSI) et membre du bureau national du Syndicat des commissaires de la Police nationale (SCPN).
Commissaire depuis 2006, Paul-Antoine Tomi est recruté à la DGSI par Bernard Squarcini, lui aussi originaire de Corse. En 2016, il est transféré à la Direction de l'ordre public et de la circulation (DOPC). Il dirige la Division régionale des motocyclistes (DRM) de la préfecture de police de Paris.
Il a été décoré à l’été 2019 de la médaille de la sécurité intérieure pour sa participation à la gestion du mouvement des Gilets jaunes à Paris. Le 30 janvier 2021, il est filmé par le journaliste Rémy Buisine en train de matraquer un manifestant à terre lors de l'évacuation de la foule.
Après le départ de Bernard Squarcini, Paul-Antoine Tomi est écarté de la DGSI car le profil de son frère, parrain de la Mafia, inquiète les services de renseignements français. Selon Mediapart, Paul-Antoine Tomi aurait reçu régulièrement de fortes sommes d'argent liquide de son frère .

### Activités en Afrique
Michel Tomi a développé ses activités en Afrique dans les années 1970-1980. Il devient à partir de 1986 l'associé en affaire de Robert Feliciaggi (1942-2006), dans le but de développer les activités de pari mutuel sur le continent.
Michel Tomi gère plusieurs casinos, principalement en Afrique de l'Ouest, et a élargi ses activités notamment vers le transport aérien. Il est alors proche des présidents Omar Bongo (Gabon), Denis Sassou Nguesso (Congo) et Paul Biya (Cameroun). Il reçoit la nationalité gabonaise.
Il investit aussi dans les paris sur des courses hippiques en France, une activité fréquemment utilisée pour le blanchiment d'argent.
Dans les années 2000, son groupe Kabi, qui regroupe le BTP, les jeux et le transport aérien, brasse plus de 600 millions d'euros de chiffre d'affaires.

### Affaires judiciaires et politico-financières
Dans l'affaire du casino d'Annemasse, Michel Tomi est mis en cause pour le financement illégal du Rassemblement pour la France (RPF) de Charles Pasqua lors des élections européennes de 1999,. Sa fille Marthe Mondoloni, patronne du PMU gabonais, a figuré sur la liste du RPF.
Après des procédures très médiatisées en France, où le journal Le Monde le décrit comme l'un des derniers « parrains à l'ancienne » de Corse, il est finalement condamné aux côtés de Charles Pasqua à 18 mois de prison avec sursis et 500 000 euros d'amende,.
Après une enquête ouverte en 2014 pour corruption, abus de confiance, trafic d'influence et blanchiment, les charges contre lui sont abandonnées, en partie pour manque de preuve, et grâce à une procédure de reconnaissance préalable de culpabilité, où il se déclare coupable de complicité et de recel d'abus de biens sociaux, pour avoir perçu une commission de plus de 1,5 million d’euros lors d'un contrat d'achat de vedettes par l'État gabonais, au constructeur français Raidco Marine. Il reconnait aussi l'usage de faux documents pour obtenir un titre de séjour en faveur de sa compagne. Cette procédure qui lui évite un procès lui vaut une condamnation à un an de prison avec sursis et 375 000 € d'amende le 21 décembre 2018.